# Deaflympics d'hiver de 1999
Les Deaflympics d'hiver de 1999, officiellement appelés les 14e Deaflympics d'hiver, ont lieu du 8 mars au 14 mars 1999 à Davos, en Suisse. Les Jeux rassemblent 265 athlètes de 18 pays. Ils participent dans deux sports et quatre disciplines qui regroupent un total de vingt-trois épreuves officielles, soit huit épreuves de plus qu'en 1995. L'équipe de Russie a remporté le Deaflympics d'hiver de 1999.

## Sport

### Sports individuels
- Ski Descente
- Ski de fond
- Ski slalom
- Snowboard

### Sports en équipe
- Ski de fond Relais
- Hockey sur glace

## Pays participants
- Allemagne
- Australie
- Autriche
- Canada
- Finlande
- États-Unis
- France
- Italie
- Japon
- Lituanie
- Norvège
- République tchèque
- Suède
- Suisse
- Slovaquie
- Slovénie
- Russie
- Ukraine

## Compétition

### Tableau des médailles
- Pays organisateur (Suisse)

| Rang   | Nation             | Or | Argent | Bronze | Total |
| ------ | ------------------ | -- | ------ | ------ | ----- |
| 1      | Russie             | 4  | 4      | 2      | 10    |
| 2      | République tchèque | 4  | 0      | 0      | 4     |
| 3      | Italie             | 3  | 4      | 0      | 7     |
| 4      | Norvège            | 3  | 0      | 1      | 4     |
| 5      | États-Unis         | 2  | 8      | 5      | 15    |
| 6      | Suisse             | 2  | 0      | 2      | 4     |
| 7      | Suède              | 1  | 2      | 0      | 3     |
| 8      | Slovénie           | 1  | 1      | 1      | 3     |
| 9      | France             | 1  | 0      | 1      | 2     |
| 10     | Canada             | 1  | 0      | 0      | 1     |
| 11     | Slovaquie          | 1  | 0      | 0      | 1     |
| 12     | Autriche           | 0  | 2      | 3      | 5     |
| 13     | Japon              | 0  | 1      | 1      | 2     |
| 14     | Lituanie           | 0  | 1      | 0      | 1     |
| 15     | Finlande           | 0  | 0      | 5      | 5     |
| 16     | Allemagne          | 0  | 0      | 2      | 2     |
| 17     | Australie          | 0  | 0      | 0      | 0     |
| 17     | Ukraine            | 0  | 0      | 0      | 0     |
| Total: | Total:             | 23 | 23     | 23     | 69    |

### La France aux Deaflympics
Il s'agit de sa 11e participation aux Deaflympics d'hiver. Avec un total de 3 athlètes français, la France parvient à se hisser à la 9e place dans le classement par nation.
Le porte-drapeau conduisant la délégation française lors de la cérémonie d'ouverture fut le skieur David Pelletier.

### Médaillés
Les sportifs français ont remporté une seule médaille d'or et une seule médaille d'argent.

- Ski slalom géant Homme: David Pelletier

- Ski slalom Homme: David Pelletier